# Canthidium kirschi
Canthidium kirschi är en skalbaggsart som beskrevs av Edgar von Harold 1875. Canthidium kirschi ingår i släktet Canthidium och familjen bladhorningar. Inga underarter finns listade.